# Simón Bolívar (Bejuma)
Pour les articles homonymes, voir Simón Bolívar et Bolívar.
Simón Bolívar est l'une des trois paroisses civiles de la municipalité de Bejuma dans l'État de Carabobo au Venezuela. Sa capitale est Chirgua.

## Géographie

### Relief
La paroisse civile occupe un territoire oblong nord-sud est renflé au centre dont le cœur est une vallée agricole ceinte de monts, dont les principaux sont, au nord le cumbre de Chirgua, à l'ouest et à la frontière avec la paroisse civile de Bejuma, les cerros San Isidro, Las Adjuntas et de Bejuma, et plus à l'intérieur le cerro Caracaro ; à l'est les cerros El Aguacatal, Merceditas culminant à 1 628 mètres d'altitude, La Aguada et enfin le cerro El Tigre au sud. 

### Démographie
La paroisse civile, outre sa capitale Chirgua, comporte les localités suivantes :
- Aguita de Dios
- Cariaprima
- Casupito
- Chirgua
- El Caracaro
- El León
- La Emilia
- La Guadalupe
- La Mona
- La Paredeña
- Los Merecures
- Perico
- Potrerito